# Rue Vendôme
Pour pour l'ancienne rue de Vendôme à Paris, voir Rue Béranger (Paris).
La rue Vendôme est une rue située dans les 6e et 3e arrondissements de Lyon.

## Situation
Elle a pour tenant l'avenue de Grande Bretagne, qui longe le Rhône, dans le 6e arrondissement, et s'achève sur le cours Gambetta, dans le 3e arrondissement, après avoir traversé la place Guichard, dans le 3e.

## Histoire
La rue est tracée au début du XIXe siècle, dans le respect du plan en damier imposé aux Les Brotteaux par Jean-Antoine Morand depuis le XVIIIe siècle. Elle est ouverte en 1835. Jusqu'en 1855, la première partie de la rue, au nord du Cours Franklin Roosevelt (alors appelé Cours Morand), fut nommée rue de Grammond en hommage à Luc Urbain de Bouexic, comte de Guichen. Elle est renommée rue des Martyrs parce que des gens y ont été abattus lors des événements de 1793. En 1939, une partie de la rue devient la rue Jean-Marie Chavant.
L'architecte lyonnais Jean-Antoine Morand dessine la partie nord de la rue à la fin du XVIIIe siècle. Elle est quasiment terminée en 1848. Ensuite  le préfet Claude-Marius Vaïsse décide de la prolonger vers le sud en 1857. Les architectes Journoud, Lablatinière, Prosper Bissuel et Felix Bellemain construisent plusieurs immeubles. En octobre 1872, le facteur d'orgues Joseph Merklin s'installe au numéro 11. Le dessinateur Pierre-Marie Mortamais a vécu dans la rue en 1895.

## Architecture et associations
Dans la rue, on trouve un lieu de culte appartenant à l'Église adventiste du septième jour, les consulats de Suède, de Malte et d'Italie, des magasins principalement d'alimentation et d'ameublement, des écoles, des restaurants, une bibliothèque de généalogie, une centre des Alcooliques Anonymes et beaucoup de cabinets de docteurs, entre autres.
La rue débute avec des maisons toutes alignées, puis se rétrécit jusqu'à la Place Puvis, elle est alors bordée de trois maisons d'un seul étage et de quelques immeubles de classe moyenne datant de la fin du XIXe siècle. Après l'Église de la Rédemption, quelques immeubles de cinq étages datent du XIXe siècle, ils sont richement décorés avec des balcons en fer forgé. Après la rue de Sèze, la rue devient très large, elle est bordée d'une double rangée d'arbres et des bâtiments à la façade sculptée. Ensuite, l'architecture est simple, mais variée avec des maisons de toutes les époques. Une maison est entièrement recouverte de tuiles roses. Une lyre de fer peut être aperçue sur le balcon du numéro 280.

## Adresses remarquables
- Mick Micheyl est née au n°201.

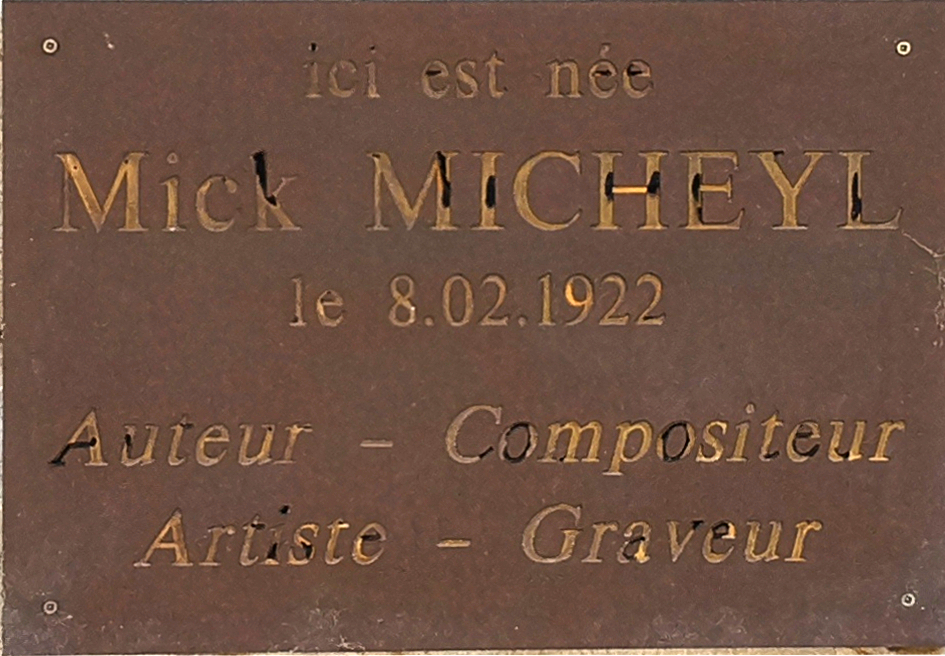
Plaque au 201 rue Vendôme.

- Léon Vallas a vécu, de 1936 jusqu'à sa mort, au n°286,.